# Abadox
Abadox lub Abadox: The Deadly Inner War – gra komputerowa, strzelanka wyprodukowana i wydana przez Natsume 15 grudnia 1989 roku w Japonii na konsolę Nintendo Entertainment System, w Stanach Zjednoczonych gra została wydana w marcu 1990 roku przez Milton Bradley.

## Rozgrywka
Gra jest dynamiczna, wrogowie nadlatują ze wszystkich stron.

## Odbiór gry
Według recenzentów Michaela Schwartza, Joana Dykmana z Allgames gra jest bardzo trudna, tę opinię podziela także Stan Stepanic z game freaks 365 oraz dodaje, że elementy dźwiękowe gry zostały źle dobrane a gra nie jest spójna.